# Col des Rangiers
Le col des Rangiers est un col de montagne routier du canton du Jura en Suisse qui relie les villes de Delémont et Porrentruy.

## Histoire et description
Situé sur la route principale H6 et anciennement situé sur la E27, il fut déclassé lors de la construction du tunnel autoroutier sur l'A16. Localisé à une altitude de 856 mètres, il relie les villages de Develier à Cornol avec une déclivité maximale de 12 %.
À quelques hectomètres en contrebas en direction de Porrentruy, au carrefour des Malettes, se dressait de 1924 à 1989 la statue de la Sentinelle des Rangiers, surnommée le Fritz.[réf. souhaitée]